# Ticiano (homem perfeitíssimo)
Flávio Ticiano (em latim: Flavius Ticianus) foi um romano do século III/IV. Segundo uma inscrição (viii 7045 = ILAlg. II 667) oriunda de Cirta, na Numídia, era um homem perfeitíssimo. Os autores da PIRT consideram que, caso a palavra victor presente na primeira linha da inscrição for um título imperial, ela deve ser datada de depois de 324, ano que Constantino (r. 306–337) derrotou Licínio (r. 308–324).